# Casa delle Teste nere
La casa delle Teste nere (in lettone Melngalvju nams) è un edificio di origine medievale situato nella piazza del Municipio della città vecchia di Riga, la capitale della Lettonia. Sebbene completamente ricostruita dopo la seconda guerra mondiale, è una delle principali attrattive della città, un tempo sede delle corporazioni cittadine.

## Storia
L'edificio, già citato dalla metà del Trecento, è stato eretto nella prima metà del XIV secolo e decorato nel 1580. È stato chiamato così perché apparteneva a una confraternita di commercianti, riconosciuti da abiti, ma soprattutto cappelli neri. Nel 1886 ha subito un pesante restauro che lo ha trasformato in uno stravagante palazzo barocco con rimanenze del gotico baltico, ricco di eleganti rifiniture bianche dalle curve sinuose.
Il nome della casa è dovuto alla Confraternita delle Teste nere (per via dei copricapi dei membri), nata in città nel 1416 come gilda dei mercanti lettoni, che qui discutevano e passavano il tempo.
Il 28 giugno 1941, durante la Seconda guerra mondiale, la casa delle Teste nere fu bombardata dai tedeschi e demolita in epoca sovietica nel 1948. I lavori per riportare l'edificio al suo originale splendore furono eseguiti dal 1995 al 1999, sulla base dei documenti e delle descrizioni negli archivi.
Attualmente ospita alcuni uffici amministrativi comunali, l'Ufficio del Turismo ed un Caffè.

## Galleria d'immagini

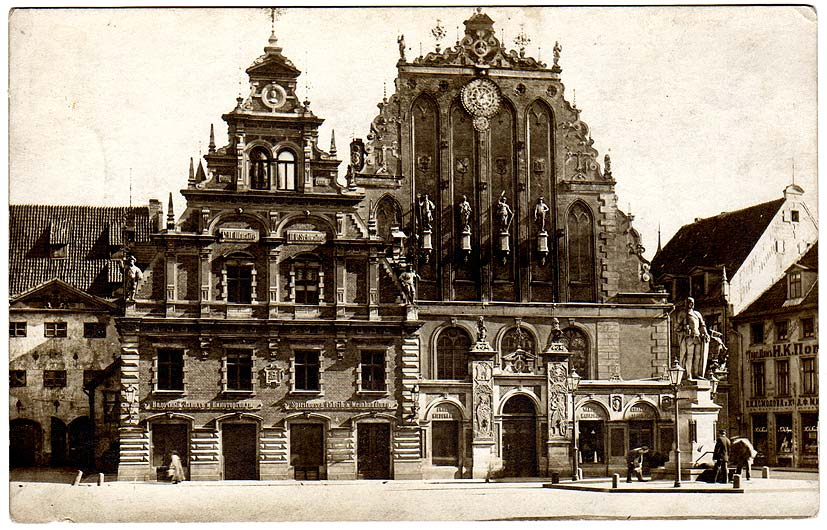
La casa all'inizio del Novecento
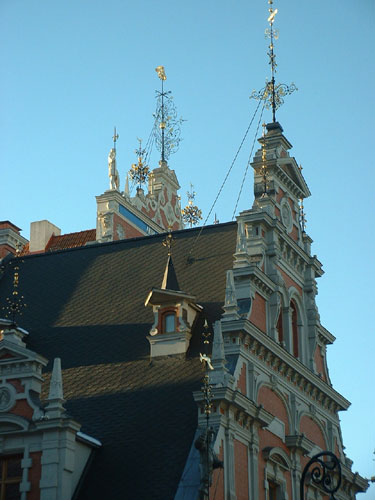
Timpano
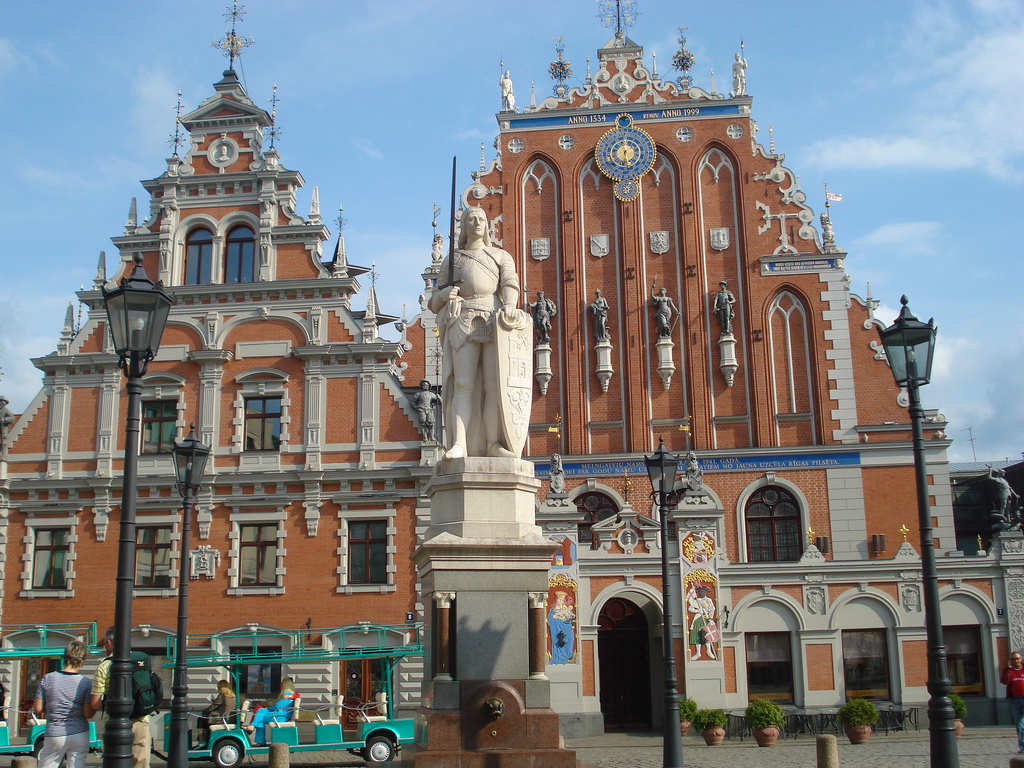
Facciata e monumento